# سيتوكروم سي

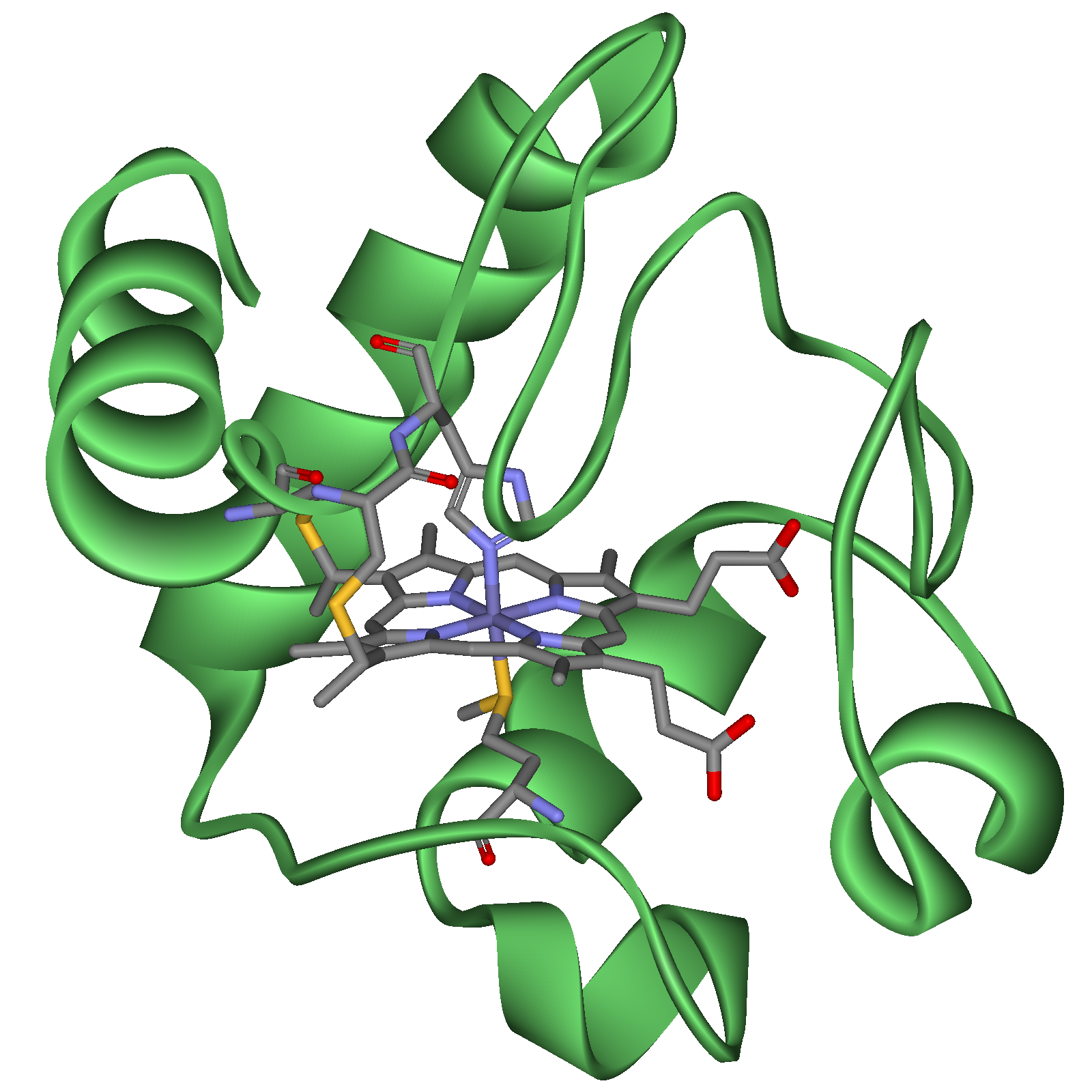
الشكل الشريطي لسيتوكروم سي ومعه مجموعة (هم سي) بشكلها العصوي.

سيتوكروم سي  Cytochrom c هو بروتين صغير من عائلة سيتوكروم يوجد في متقدرات الخلايا الحية ويشترك في سلسلة التنفس واكتساب الطاقة ؛ وهو يلعب دورا هاما كناقل للإلكترونات في تلك العمليات. توجد أصول السيتوكروم سي في جميع الكائنات الحية كجزيئات أحادية وجزيئات مركبة . في الإنسان تحدث طفرات في الجين CYCS ويبدو أنها بسبب نقص في سيتوكروم سي .

## وظيفته
انزيم سيتوكروم سي-ريدوكتاز (المعقد III في سلسلة التنفس ) : يقوم السيتوكروم سي بأكسدة جزيء الأوبيكينون عبر دورة Q في داخل الغشاء الداخلي للمتقدرة باختزال جزيئين سيتوكروم سي موجودان في المنطقة المحصورة بين غشائي المتقدرة . والانزيم سيتوكروم سي-أوكسيداز (المعقد IV في سلسلة التنفس) يؤكسد 4 جزيئات سيتوكروم سي ويختزل في نفس الوقت جزيء أكسجين منتجا جزيئن من الماء.
عند حدوث فساد في المتقدرة يخرج سيتوكروم سي من الغشاء الخارجي للمتقدرة إلى العصارة الخلوية ويبدأ عن طريق اشارات متتابعة برنامج استماتة الخلية.
وحيث أن سيتوكروم سي يوجد في جميع الكائنات الحية تقريبا ويقترب في تركيبه من أنواع أخرى لا يختلف عنها إلا بعدة أحماض أمينية قليلة، فقد أصبح مادة هامة في تعيين تطور أنواع المخلوقات . وتوجد منشورات هامة عن هذا الموضوع قام بنشرها والتر فيتش.

## اقرأ أيضاً
- أدينوسين أحادي الفوسفات
- أدينوسين ثنائي الفوسفات
- ذوات الدم الحار
- سلسلة تنفس
- فلافين مونو نوكليوتيد